# Книга Бытия
Книга Бытия (ивр. בְּרֵאשִׁית‎, bᵊrē'šīθ, совр. произн. Бе-реши́т — «В начале»; лат. Genesis; др.-греч. Γένεσις — «Происхождение»; тж. «Первая книга Моисея») — первая книга Пятикнижия (Торы), Ветхого Завета и всей Библии. Книга рассказывает о происхождении мира, древнейшей истории человечества и происхождении еврейского народа. Повествование начинается с сотворения мира и человека и заканчивается смертью Иосифа в Египте. Состоит из 50 глав, 1533 стихов и 32 267 слов. В иудаизме имеет разделение на двенадцать недельных глав (парашот).

## Название
Еврейское название книги, так же как и у других книг Торы, дано по первому значимому слову. В талмудической литературе эта книга часто называется «ספר מעשה בראשית» (Сефер маасе берешит) — «Книга начала (сотворения) бытия», откуда происходит название этой книги в большинстве переводов Библии. В Талмуде называется также «Сефер ха-яшар» (букв. «Прямая книга»), в честь праотцов, которые были «прямыми» (то есть честными с людьми и преданными Богу). Некоторые средневековые рукописи употребляют также название «Сефер ришон» («Первая книга») или «Сефер бриат ха-олам» («Книга сотворения мира»).
Названием «Бытие» обязана латинскому переводу «Вульгаты» авторства Иеронима, который, в свою очередь, представляет перевод названия, найденного в рукописях этой книги на греческом языке. «Бытие» (лат. Genesis) означает «происхождение», «рождение», «создание» или «начало».

## Авторство
В книге нет прямых указаний авторства, однако внутренние свидетельства, а также иудейская и христианская традиции утверждают, что автором книги был Моисей (см. Василий Великий, «Беседы на Шестоднев»).

## География
События книги разворачиваются в трёх разных местностях. Первые одиннадцать глав повествуют о событиях, произошедших на равнине реки в Месопотамии: отчётливо упомянут Евфрат (2:14). Жизнеописание Ноя связано с горами Араратскими (8:4). Также упомянута Земля Сенаар (10:10; 11:2), где был построен город Вавилон (10:10; 11:9) и Ур Халдейский (11:31).
С 12-й по 38-ю главу описываются события в Ханаане и окружающих землях: Египет (12:10), окрестность Иорданская (13:10). Из городов в этих землях упомянуты Хеврон (13:18) и Дамаск (14:15).
Последние 12 глав рассказывают о событиях в Египте, особенно о регионе Гесем, где жили израильтяне прежде Исхода.

## Содержание книги
Книга делится на две основные части:
1. «Первозданная история» — история человечества до патриархов (разделы 1−11: 1:1−11:32), заключает в себе как бы универсальное введение во всемирную историю, поскольку касается исходных пунктов и начальных моментов первобытной истории всего человечества.
2. История патриархов и их семей (разделы 12−50: 12:1−50:26), описывает историю зарождения еврейского народа в лице его родоначальников — патриархов Авраама, Исаака и Иакова. Иосиф сын Иакова в Египте. Разделение евреев на колена.

### По главам
1. История о том, как Бог сотворил мир и человека.
2. Освящение седьмого дня. Адам и Ева помещены в райский сад. Запрет на дерево познания добра и зла.
3. Адам и Ева съели плод запретного дерева.
4. Каин убивает Авеля.
5. Запись людей от Адама до Ноя.
6. Бог повелевает Ною построить ковчег.
7. Земля затоплена на 150 дней.
8. Ной и животные выходят из ковчега.
9. Бог заключает договор c Ноем.
10. Список потомков Ноя. Сим, Хам, Иафет.
11. Вавилонская башня, список людей от Сима до Аврама.
12. По повелению Бога Аврам и Лот покидают Харран. Завет Бога о земле Ханаана.
13. Аврам и Лот разделились.
14. Аврам спасает Лота.
15. Божий завет с Аврамом.
16. Аврам женится на Агарь, которая затем рождает Измаила.
17. Завет обрезания, Аврам теперь называется Авраам, и Сара называется Сарра.
18. Три Посланника пришли к Аврааму, и он умоляет помиловать Содом и Гоморры.
19. Содом и Гоморра были уничтожены, Лот и его дочери были сохранены.
20. Авраам переходит к Гераре и встречается с Авимелехом.
21. Сарра рождает первого ребёнка Исаака, Агарь и Измаил отправляются на восток.
22. Жертвоприношение Исаака.
23. Умирает Сарра.
24. Исаак находит себе жену Ревекку.
25. Смерть Авраама, история Измаила и рождение Исава и Иакова. Исав продаёт первородство.
26. Исаак идёт к Авимелеху.
27. Иаков обманывает Исаака и получает благословение.
28. Иаков уходит от Исава в Харран и получает сон от Бога.
29. Иаков прибывает в Месопотамию и женится на Лии и Рахили.
30. Семья Иакова растёт и он договаривается с Лаваном, так что он получает много коз и овец.
31. Иаков возвращается в землю Ханаан; преследуемый Лаваном.
32. Иаков готовится к встрече с Исавом, снова борется с Богом и теперь называется Израиль.
33. Иаков и Исав встретились.
34. Дина изнасилована Сихемом, после чего Симеон и Левий убивают весь город из мести.
35. Иаков идёт в Вефиль, Рахиль и Исаак умирают.
36. Потомки Исава.
37. Иосиф видит сны, после этого он продан в Египет своими братьями.
38. Дети Иуды Ир, Онан и Шела.
39. Иосиф помещается в тюрьму после ложного обвинения в изнасиловании жены Потифара.
40. Иосиф истолковывает сны двух заключённых.
41. Фараон имеет сон и Иосифа просят объяснить их. Иосиф становится господином над всем Египтом.
42. Братья Иосифа идут в Египет, чтобы получить пищу во время голода.
43. Братья Иосифа идут в Египет во второй раз.
44. Иосиф обманывает своих братьев и угрожает бросить Вениамина в тюрьму.
45. Иосиф раскрывает свою личность перед своими братьями.
46. Иаков идёт в Египет; потомки Иакова.
47. Иаков и его семья оседают в Раамсесе, Иосиф борется с голодом.
48. Благословение Манассии и Ефрема.
49. Иаков пророчествует своим детям и умирает.
50. Иаков похоронен, Иосиф умирает.

## Основные сюжеты книги

### Сотворение мира
Книга начинается словами «В начале сотворил Бог небо и землю», после которых описывается сотворение мира за 6 дней. В первый день был создан свет. Во второй день Бог сотворил небо. В третий день Бог сотворил землю и растения: траву и деревья различных видов. В четвёртый день Бог создал два светила и поместил Солнце, Луну и звёзды на тверди небесной. В пятый день Бог сотворил рыб, пресмыкающихся и птиц и благословил их словами: «Плодитесь и размножайтесь, и наполняйте воды в морях, и птицы да размножаются на земле» (1:22). В шестой день Бог сотворил остальных животных. В тот же день Бог сотворил человека по образу Своему: мужчину и женщину. В седьмой день Бог пребывал в покое. Бог благословил седьмой день ибо в этот день Он окончил свой труд.
Когда Бог сотворил человека, Он вдохнул в его ноздри дыхание жизни, и стал человек душою живою. Для человека Бог насадил сад — Эдем. Там Он поселил человека и разрешил ему есть плоды со всех деревьев, но запретил есть плоды с дерева познания добра и зла.
«И сказал Господь Бог: не хорошо быть человеку одному…» (2:18), и создал из ребра его жену.

### Грехопадение
После того, как Бог для человека (Адама) создал женщину (Еву), люди стали жить в Эдеме. Змей-искуситель уговорил женщину съесть плод с дерева познания добра и зла (с которого Бог запретил есть плоды), женщина дала мужчине, и они ели. Бог позвал человека: «Где ты?». «Я увидел свою наготу и спрятался». — ответил человек (а перед тем как съесть плод с дерева познания люди не стыдились того, что они наги [2:25]). Бог понял, что они ели плоды с дерева, с которого он запретил им есть, и изгнал их из Эдема. Человек — Адам — назвал свою жену Евой. Люди стали жить и зарабатывать своим трудом, так как изгоняя Адама из рая, Бог сказал ему: «В поте лица твоего ты будешь есть свой хлеб» (3:19).

### Допотопные времена
Далее Адам и Ева стали жить на земле. У них родились дети: Каин и Авель. Однажды братья принесли Богу дары, дар Авеля был угоден Богу, а дар Каина неугоден. Каин разгневался и предложил Авелю выйти в поле, где убил его. За это Бог проклял Каина и сделал его изгоем и отступником. Каин ушёл в страну Нод. Там у него родился сын Енох. Далее в Библии описывается род Каина до Ламеха.
У Адама и Евы родился ещё сын Сиф (Шет). Дальше идёт род Сифа до Ноя, при котором произошёл Всемирный потоп.

### Всемирный потоп
Когда люди начали умножаться на земле, то увидели сыны Божии (праведники), что дочери человеческие прекрасны, и стали брать их в жёны. Со временем люди начали всё больше развращаться и вставать на греховный, не угодный Богу путь жизни (6).
В наказание сотворил Бог потоп. Спасся только праведный Ной со своим семейством в построенном им самим ковчеге.

### Таблица народа
Сыновья Ноя: Сим, Хам, Яфет. Заключение завета Бога с Авраамом. Сыновья Авраама Исаак и Измаил становятся родоначальникам евреев и арабов. Сыны Исаака: Исав основывает царство Идумею, а Иаков — двенадцать колен Израилевых.

### Жертвоприношение Исаака
Бог отменяет жертвоприношение Исаака и велит принести в жертву барана. Видя верность Авраама, Господь подтверждает свой завет с ним.

## Богослужебное использование в Православной церкви
Воспоминание отдельных сюжетов книги Бытия присутствуют во многих чинопоследованиях как регулярных богослужений, так и в таинствах. Символические образы творения мира, грехопадения, всемирного потопа и других прослеживается в самых разных молитвословиях.
- В качестве ежедневных паремий по частям вся книга Бытия прочитывается в течение святой Четыредесятницы Великого поста.
- На паремиях книга Бытия читается почти во все Богородичные праздники — видение лестницы Иаковом (Быт. 28:10-17).
- В память отцов Первого Вселенского собора — сказание об освобождении Авраамом Лота из плена царя Кедорлаомера (Быт. 14:14—20).

## Разделение книги нанедельные главыв иудаизме
1. Берешит (1:1−6:8)
2. Ноах (6:9−11:32)
3. Лех леха (12:1−17:27)
4. Ваера (18:1−22:24)
5. Хаей Сара (23:1−25:18)
6. Толдот (25:19−28:9)
7. Ваеце (28:10−32:3)
8. Ваишлах (32:4−36:43)
9. Ваешев (37:1−40:23)
10. Микец (41:1−44:17)
11. Ваигаш (44:18−47:27)
12. Ваехи (47:28−50:26)

## Мнения о происхождении книги
Немецкий философ Гердер пытался доказать, что книга Бытие была создана на основе устной традиции, существовавшей задолго до пророка Моисея.